# Temporada de ciclones na região da Austrália de 2019-2020
A temporada de ciclones da região australiana de 2019-20 foi uma temporada de ciclones tropicais abaixo da média para as águas ao redor da Austrália entre as longitudes 90° E e 160° E. A temporada começou oficialmente em 1 de novembro de 2019 e terminou em 30 de abril de 2020; no entanto, os ciclones tropicais podem se formar em qualquer época do ano, como evidenciado pelo ciclone tropical Mangga durante maio de 2020. Como tal, qualquer sistema existente entre 1 de julho de 2019 e 30 de junho de 2020 contaria para o total da temporada. A temporada apresentou o segundo início mais recente registado na região (atrás apenas da temporada 1986-87 ), com a formação da primeira baixa tropical ocorrendo apenas em 4 de janeiro de 2020. Um total de oito ciclones tropicais se formaram durante a temporada, o que representa a temporada menos ativa da região desde a temporada 2016–17. Três sistemas intensificaram-se ainda mais em ciclones tropicais severos, e três sistemas atingiram a região com a intensidade de ciclones tropicais. Um total de 28 fatalidades foram causadas, direta ou indiretamente, como resultado de impactos dos sistemas da estação. O ciclone tropical severo Damien, o mais forte do ano, tornou-se o ciclone tropical mais forte a atingir a região de Pilbara, na Austrália Ocidental, desde o ciclone Christine em 2013.

Durante a temporada, ciclones tropicais foram monitorados oficialmente pelo Australian Bureau of Meteorology (BOM), a Meteorology, Climatology, and Geophysical Agency (BMKG) e o National Weather Service de Papua Nova Guiné. O Joint Typhoon Warning Center (JTWC) dos Estados Unidos e outras agências nacionais, como o Fiji Meteorological Service (FMS), o Meteorological Service da Nova Zelândia (MetService) e a Météo-France em La Réunion também monitoraram partes da bacia durante o temporada.

## Previsões sazonais
| Fonte / registo                                    | Fonte / registo                 | Tropical Ciclone | Forte Ciclone tropical | Ref            |
| -------------------------------------------------- | ------------------------------- | ---------------- | ---------------------- | -------------- |
| Recorde alto:                                      | Recorde alto:                   | 21               | 12                     |                |
| registo baixo:                                     | registo baixo:                  | 3                | 0                      |                |
| Média (1969-70 - 2018-19):                         | Média (1969-70 - 2018-19):      | 9-13             | -                      | [ 1 ]          |
| NIWA outubro(135 ° E — 120 ° W)                    | NIWA outubro(135 ° E — 120 ° W) | 9-12             | 4                      | [ 2 ]          |
| Região                                             | Número médio                    | Chance de mais   | Chance de menos        | Atividade real |
| Nº geral (90 ° E-160 ° E)                          | 11                              | 35%              | 65%                    | 9              |
| região oeste (90 ° E-125 ° E)                      | 7                               | 43%              | 57%                    | 5              |
| Sub-região noroeste (105 ° E – 130 ° E)            | 5                               | 39%              | 61%                    | 4              |
| Região norte (125 ° E-142,5 ° E)                   | 3                               | 36%              | 64%                    | 2              |
| Região leste (142,5 ° E-160 ° E)                   | 4                               | 43%              | 57%                    | 2              |
| Pacífico Sul Ocidental (142,5 ° E — 165 ° E)       | 4                               | 54%              | 46%                    | 0              |
| Pacífico Sul Oriental (165 ° E — 120 ° W)          | 7                               | 41%              | 59%                    | 0              |
| Fonte: BOM's Season Outlooks for Tropical Cyclones |                                 |                  |                        |                |

Antes da temporada de ciclones que começa formalmente em 1 de novembro, o BoM, Fiji Meteorological Service(FMS), o MetService da Nova Zelândia e o National Institute of Water and Atmospheric Research(NIWA) e vários outros serviços meteorológicos do Pacífico, todos contribuíram para o Island Climate Update tropical perspectiva de ciclone que foi divulgada em outubro de 2019. A perspectiva previa um número quase médio de ciclones tropicais para a temporada 2019-20, com nove a doze ciclones tropicais nomeados, com ocorrência prevista entre 135 ° E e 120 ° W, em comparação com uma média de pouco mais de 10. Esperava-se que pelo menos quatro dos ciclones tropicais se intensificassem ainda mais e se tornassem ciclones tropicais severos, embora tenha sido observado que um ciclone tropical severo de Categoria 5 poderia ocorrer durante a temporada.
Além de contribuir para as perspectivas do Island Climate Update, o BoM emitiu sete previsões sazonais para várias partes da região australiana e da bacia do Pacífico Sul. Para toda a região australiana entre 90 ° E-160 ° E, o BoM previu que a temporada apresentaria uma quantidade de sistemas abaixo da média com apenas 35% de chance de mais ciclones tropicais.  O BoM também pensou que suas regiões ocidentais e orientais autodefinidas teriam ambas 57% chance de menos ciclones tropicais do que o desenvolvimento normal. Sua região norte e sub-região noroeste também veriam menos ciclones tropicais do que o normal, com apenas 36% e 39% de chance de mais ciclones tropicais do que a média. O BoM também emitiu duas previsões sazonais para as regiões leste e oeste autodefinidas do sul do Oceano Pacífico.  Eles previram que a região oeste entre 142,5 ° E e 165 ° E, tinha 54% de chance de ver atividade acima de sua média de 4 ciclones tropicais. O BoM também previu que a Região Leste entre 165 ° E e 120 ° W, tinha 41% de chance de ver atividade acima de sua média de 7 ciclones tropicais.

As perspectivas foram responsáveis pelos efeitos de vários fatores climáticos australianos importantes, como o El Niño Oscilação Sul (ENSO) e o Dipolo do Oceano Índico (IOD). O BOM observou que as anomalias da temperatura da superfície do mar no Oceano Pacífico equatorial eram características de uma fase ENOS neutra desde abril. Os modelos climáticos internacionais utilizados pelo BOM também indicaram que as condições neutras provavelmente persistiriam até pelo menos fevereiro. Uma fase ENSO neutra normalmente tem pouca influência no clima australiano. As temperaturas mais altas do que a média da superfície do mar no Oceano Índico tropical central e ocidental e águas mais frias perto da Indonésia e norte da Austrália, indicando uma fase IOD positiva, também persistiram desde maio. A diferença de temperatura aumentou ao longo do ano, e no início de outubro, o BOM notou que a anomalia da temperatura da superfície do mar de +1,76 ° C foi o maior valor observado já registado (desde 2001). A anomalia continuou a aumentar rapidamente depois disso, com o valor atingindo +2,15 ° C quinze dias depois.  O IOD positivo com força recorde contribuiu para o desenvolvimento de uma região de pressão atmosférica mais alta do que o normal no norte da Austrália durante o mês de setembro, após ter permanecido quase neutro durante o inverno. O BOM observou que esses fatores também contribuíram para as perspectivas da temporada de ciclones tropicais. 

## Resumo da temporada
A temporada teve um início extraordinariamente tardio com o primeiro sistema, Blake, formando-se no início de janeiro, bem após o início oficial da temporada. Mais tarde, Blake aterrissaria no noroeste da Austrália e logo se degeneraria. Ao mesmo tempo, Claudia, outro ciclone tropical, se formou. Ele persistiu por duas semanas e alcançou a categoria 3 na escala do ciclone tropical australiano antes de se dissipar a oeste da Austrália. Mais tarde naquele mês, uma baixa tropical se formou e durou uma semana antes de se dissipar no final de janeiro sem ser identificada. Três outras baixas tropicais se formaram no final de janeiro e no início de fevereiro. Um deles se dissipou mais tarde. Outro deles está entrando e saindo da região australiana. Foi designado 06F pelo Serviço Meteorológico de Fiji. O terceiro se intensificou no Ciclone Damien. No final de fevereiro, 2 novos baixos tropicais se formaram e foram chamados de Esther e Ferdinand. Esther não se fortaleceu muito, mas Ferdinand passou a se tornar um ciclone tropical severo de categoria 3, equivalente a um furacão de categoria 2 no Atlântico. Então, no mês de março e abril, dois ciclones, nomeadamente Gretel e Harold, formaram-se no Mar de Coral e ambos saíram da bacia em direção ao Oceano Pacífico Sul, onde se intensificou ainda mais. A temporada continuou em maio, onde duas baixas se formaram na região de TCWC Jakarta, onde a última foi nomeada como Mangga, que se tornou o ciclone extratropical mais forte a atingir a Austrália Ocidental no final da temporada. A temporada terminou em 23 de maio com a transição extratropical do ciclone Mangga.

## Sistemas

### Ciclone tropical Blake
Durante 4 de janeiro, o BOM relatou que Tropical Low 02U havia começado a se desenvolver dentro de um vale de monção, cerca de 750 km (465 mi) norte-noroeste de Broome. Citando uma rotação considerável que se estende para a troposfera média, fluxo de canal duplo bem estabelecido e temperaturas quentes da superfície do mar, o JTWC avaliou o sistema como tendo uma chance moderada de atingir a intensidade de ciclone tropical nas 24 horas seguintes. O sistema gradualmente ganhou força no ambiente favorável à medida que seguia lentamente em direção ao sul-sudoeste, levando o JTWC a emitir um alerta de formação de ciclone tropical às 03:30 UTC do dia seguinte. O BOM indicou que ventos fortes com força de vendaval se desenvolveram no lado oeste da baixa tropical às 15:00 UTC, e o sistema foi designado como Ciclone Tropical 06S pelo JTWC algumas horas depois. Os vendavais cercaram totalmente o sistema às 00:00 UTC do dia 6 de janeiro, levando o BOM a atualizar a baixa para um ciclone tropical de categoria 1 na escala australiana, o primeiro da temporada. O sistema recebeu o nome oficial de Blake pelo BOM. Blake começou a se intensificar de forma constante após ser atualizado para um ciclone tropical, atingindo ventos sustentados de 10 minutos de 75 km/h (47 mph) e ventos sustentados de um minuto de 95 km/h (59 mph) dentro de algumas horas. Logo depois, entretanto, o desenvolvimento do sistema estagnou devido à interação da terra com o litoral próximo da Austrália Ocidental.  O ciclone atingiu a península de Dampier pouco antes das 09:00 UTC, aproximadamente 85 km (55 mi) ao norte de Broome. Blake virou para sudoeste e reemergiu sobre o Oceano Índico às 15:00 UTC; no entanto, a estrutura do sistema deteriorou-se significativamente enquanto o centro estava sobre a terra. À medida que o ciclone enfraquecido continuou sobre a água em direção ao sudoeste, paralelamente à costa, o baixo cisalhamento vertical do vento permitiu que uma área de convecção profunda se desenvolvesse gradualmente sobre o sistema em 7 de janeiro. Blake fez seu desembarque final apenas a oeste da estação de gado Wallal Downs em Eighty Mile Beach aproximadamente às 17:00 UTC com intensidade mínima de Categoria 1. Uma hora depois de cruzar a costa, o sistema enfraqueceu para um nível tropical baixo. O JTWC descontinuou os avisos às 00h00 UTC de 8 de janeiro, conforme o sistema se movia para o interior; no entanto, o sistema manteve a intensidade da tempestade tropical até 12 horas depois.

### Ciclone tropical severo Claudia
Em 4 de janeiro, o BOM observou a formação de uma baixa tropical fraca sobre as ilhas Maluku da Indonésia. Nos dias seguintes, a baixa tropical seguiu lentamente para sudeste, cruzando o Mar de Arafura, em direção ao Golfo de Carpentaria. O desenvolvimento significativo foi prejudicado por forte cisalhamento do vento vertical ; entretanto, temperaturas muito quentes da superfície do mar de até 32 ° C (90 ° F ) permitiram que a baixa aumentasse gradualmente em organização. Em 7 de janeiro, logo após a baixa passar perto do Cabo Wessel no Território do Norte, o BOM publicou seu primeiro mapa de previsão para o sistema e emitiu um alerta de ciclone tropical para o litoral norte de Arnhem Land. No dia seguinte, o JTWC emitiu um Alerta de Formação de Ciclones Tropicais sobre o sistema quando ele começou a se organizar logo a noroeste da Península de Gove. Como o sistema permaneceu desorganizado, o JTWC cancelou o primeiro alerta de formação de ciclone tropical, mas depois emitiu outro em 10 de janeiro enquanto se reorganizava, após interação terrestre com o Top End.  Posteriormente foi atualizado para um ciclone tropical pelo BOM, uma vez que estava a nordeste de Kalumburu, recebendo o nome de Claudia em 11 de janeiro. No dia seguinte, o sistema foi atualizado para um ciclone tropical de categoria 2. Várias horas depois, após uma redução no cisalhamento do vento, a estrutura de Claudia melhorou rapidamente, com a tempestade adquirindo ventos com força de furacão. Ele foi então atualizado pelo BOM para um ciclone tropical severo, durante este período de intensificação.
A tempestade continuou se intensificando, indicada por uma melhoria na estrutura da tempestade ao longo das horas seguintes. A tempestade finalmente atingiu seu pico de intensidade com ventos sustentados de 1 minuto de 140 km/h (90 mph) e 969 milibares com um olho pequeno e irregular se formando em imagens de microondas em 13 de janeiro. Apesar disso, uma diminuição nas temperaturas da superfície do mar, à medida que acelerou rapidamente para leste, fez com que a tempestade enfraquecesse rapidamente ao longo de 14 de janeiro, indicado por uma perda de convecção profunda perto do centro da tempestade. Na noite seguinte, em 15 de janeiro, o BOM emitiu seu último comunicado sobre Claudia quando ele começou a enfraquecer. Claudia se dissipou como uma baixa tropical em 17 de janeiro.

Quando o sistema ainda estava com uma baixa tropical em 10 de janeiro, partes do Top End receberam grandes quantidades de chuva devido ao movimento lento do sistema. Darwin recebeu 45 mm (1,7 polegadas) de chuva, Noonamah recebeu 56 mm (2,2 polegadas de chuva, Pirlangimpi recebeu 80,8 mm (3,1 polegadas) de chuva, Charles Point recebeu 151 mm (5,9 polegadas) de chuva, e Dum na Ilha Mirrie recebeu uma impressionante queda de 410 mm (16,1 polegadas) de chuva como resultado do sistema.

### Baixa tropical 04U
Em 24 Em janeiro, o BOM observou que uma baixa tropical fraca se formou no interior do Território do Norte do nordeste, perto de Cresswell Downs. Embutido em uma depressão de baixa pressão que se estende ao longo do norte da Austrália e no Oceano Pacífico Sul, a baixa tropical continuou se movendo lentamente nos dias seguintes. Depois de serpentear ao sul do Golfo de Carpentaria, o sistema mudou-se para o mar por volta das 12:00 UTC em 27 de janeiro, apenas a sudeste da Ilha Mornington. Isso permitiu que a convecção atmosférica se desenvolvesse, e a pressão atmosférica central se aprofundou para 998 hPa (29,47 inHg ) às 18:00 UTC. O período do sistema sobre a água teve vida curta, entretanto, e a baixa tropical mudou-se para a região do Golfo, no norte de Queensland, algumas horas depois. Em 29 de janeiro, a baixa tropical começou a seguir rapidamente para sudoeste em direção ao centro da Austrália, causando a degradação da convecção do sistema devido à interação com o deserto australiano seco. A baixa tropical se dissipou perto de Alice Springs, no Território do Norte do sul, no dia seguinte.

As tempestades persistentes associadas com a baixa trouxe chuvas pesadas de longa duração em grande parte do Golfo Country, no norte de Queensland, devido ao movimento anormalmente lento da tempestade. A cidade de Townsville recebeu mais de 320 mm (12 polegadas) de chuva, quebrando o recorde diário anterior de chuva na cidade de 190 mm (7 polegadas). Um prédio de apartamentos foi "severamente inundado" perto da mesma cidade. Um pico 475 A precipitação total de mm (18,7 polegadas) foi registada na Ayr DPI Research Station no norte de Queensland, como resultado da baixa.

### Ciclone tropical severo Damien
Quando um vale das monções começou a se desenvolver em partes do centro-norte da Austrália em 2 de fevereiro de 2020, o BOM observou que uma baixa tropical no interior se formou sobre o Território do Norte, dentro do vale das monções. Em 4 de fevereiro, emergiu no leste do Oceano Índico e o JTWC rotulou o sistema como Invest 92S. Um alerta de formação de ciclone tropical foi prontamente emitido no dia seguinte pelo JTWC quando a convecção começou a se desenvolver de forma constante perto do centro. No dia seguinte, o JTWC emitiu seu primeiro comunicado sobre o sistema como uma tempestade tropical. Várias horas depois, o BOM fez o mesmo, atualizando a tempestade para um ciclone tropical de categoria 1 e dando-lhe o nome de Damien. Damien tornou-se um ciclone de categoria 3 (escala australiana) e em 48 horas atingiu o oeste da Austrália. Naquela época, era de intensidade igual a um furacão de categoria 2 na escala de Saffir-Simpson. Em 9 de fevereiro, ele se dissipou.

Em preparação para Damien, o Australian Bureau of Meteorology emitiu um alerta vermelho de Whim Creek para Mardie estendendo-se para o sul até Millstream, e um alerta amarelo de Port Hedland para Whim Creek estendendo-se para o sul até Wittenoom. Centros de evacuação foram instalados em Karratha e South Hedland. Uma equipe de busca e resgate urbano também estava estacionada em Port Hedland. Damien trouxe ventos fortes, chuvas torrenciais e inundações para a Austrália Ocidental quando atingiu a costa perto de Karratha no dia 8 Fevereiro. Rajadas de vento superiores a 205 km/h (127 mph) foram registados perto do ponto de aterrissagem. Mais de 230 mm (9.1 in) de chuva caiu em Karratha e Roebourne de 8 a 9 de fevereiro. O Departamento de Bombeiros e Serviços de Emergência recebeu mais de 100 chamadas de assistência. Cerca de 9.500 clientes na região de Pilbara perderam energia. Além de derrubar as linhas de força, os fortes ventos também derrubaram várias árvores e fizeram com que alguns prédios perdessem seus telhados. O aeroporto de Karratha foi forçado a fechar na manhã de 10 de fevereiro após o dano terminal sustentado e energia perdida; o aeroporto reabriu à tarde. Foi o ciclone tropical mais forte a cruzar a costa da Austrália Ocidental desde o ciclone Christine em 2013.

### Baixa tropical Uesi
Em 26 de janeiro, um sistema de baixa pressão se formou a leste das Ilhas Salomão, centralizado dentro de um vale muito longo de baixa pressão que se estende da Austrália Ocidental até o centro do Oceano Pacífico Sul. O sistema de baixa pressão rastreou geralmente em direção ao oeste nos dias seguintes, movendo-se para a região australiana da bacia do Pacífico Sul em 27 de janeiro. Em 3 de fevereiro, alguns dias após a depressão de baixa pressão ter evoluído para uma depressão de monções, o BOM observou que o sistema de baixa pressão havia se desenvolvido em uma depressão tropical. Na época, o ambiente atmosférico foi avaliado como desfavorável à ciclogênese tropical ; no entanto, o BOM indicou que as condições provavelmente se tornariam mais propícias na semana seguinte. O sistema moveu-se para o leste até o limite da região - 160º meridiano leste - aproximadamente às 06:00 UTC em 4 de fevereiro, antes de retornar à região australiana mais tarde naquele dia. Às 06:00 UTC em 5 de fevereiro, no entanto, o sistema havia se movido para o leste, saindo da região australiana mais uma vez. O sistema mais tarde se intensificou em um ciclone tropical enquanto seguia para o sul na bacia do Pacífico Sul, e foi denominado Uesi pelo Serviço Meteorológico de Fiji (FMS). Uesi atingiu o pico de intensidade como uma categoria 3 ciclone tropical severo a noroeste da Nova Caledônia.
Depois que começou a enfraquecer em 12 de fevereiro, o FMS passou a responsabilidade oficial da Uesi de volta ao BOM às 12:00 UTC, apesar do sistema ainda estar localizado na bacia do Pacífico Sul. Neste momento, Uesi adotou uma trilha sul-sudoeste em direção à região australiana, e começou a experimentar um aumento no cisalhamento do vento vertical noroeste. A estrutura convectiva do ciclone deteriorou-se rapidamente no ambiente cada vez mais hostil, e o centro de circulação de baixo nível de Uesi logo ficou exposto devido ao nublado central denso.  No entanto, apesar da redução das temperaturas da superfície do mar e dos efeitos do cisalhamento do vento e dos fortes ventos de nível superior, Uesi manteve ventos fortes em seu núcleo de baixo nível. Às 00:00 UTC em 13 de fevereiro, o ciclone tropical começou a transição extratropical enquanto se aproximava da região australiana, e foi rebaixado para uma baixa tropical com força de tempestade. O ex-ciclone tropical Uesi reentrou na região australiana pouco antes das 15h UTC com ventos sustentados de 95 km/h (59 mph) e uma pressão barométrica central de 979 hPa (28,91 inHg ).

O BOM emitiu um aviso de ciclone tropical para o território australiano do Mar da Tasmânia na Ilha de Lord Howe às 06:00 UTC em 12 de fevereiro em antecipação ao Uesi gerando ventos destrutivos ao passar nas proximidades. Um analista do BOM observou que a ilha poderia experimentar ventos de até 155 km/h (96 mph) em associação com o sistema, facto que ele descreveu como "bastante extraordinário", dado que ventos de 120 km/h (75 mph) só são observados na ilha uma vez a cada dez anos, em média. O sistema fez sua aproximação mais próxima à ilha às 18:00 UTC em 13 de fevereiro, passando apenas 20 km (10 mi) para o sudeste como um ciclone extratropical com força de tempestade. Algumas horas antes, uma rajada de vento máxima de 154 km/h (96 mph) foi observada em Windy Point e uma rajada de 124 km/h (77 mph) foi gravada no Aeroporto Lord Howe Island. Danos menores a edifícios e vegetação foram relatados em toda a ilha; no entanto, não houve perdas substanciais. Enquanto Uesi seguia mais ao sul, o BOM cancelou o aviso de ciclone tropical para a ilha às 06:00 UTC em 14 Fevereiro. Uesi gerou ondas e swells poderosos ao longo da costa do sudeste da Austrália enquanto seguia pelo Mar da Tasmânia, com avisos de surfe perigosos emitidos pelo BOM para praias ao longo de toda a costa de New South Wales, bem como para Gold Coast, Sunshine Coast e Fraser Island em Queensland. Em 15 Em fevereiro, um homem se afogou e uma mulher foi hospitalizada com ferimentos por laceração depois que foram vencidos pelas perigosas condições de surf em Bondi Beach, em Sydney. Uesi saiu da região australiana pela última vez no dia 15 Fevereiro, e seguiu em direção à Ilha Sul da Nova Zelândia.

### Ciclone tropical Ester
Foi relatado que uma baixa tropical se formou pelo BOM no Golfo de Carpentaria em 21 de fevereiro. A baixa tropical rapidamente se organizou ao longo dos dias seguintes, mostrando explosões significativas de convecção ao norte de seu centro. A baixa foi eventualmente atualizada para um ciclone tropical de categoria 1, recebendo o nome de Esther em 23 de fevereiro. Movendo-se rapidamente para o sul, Esther finalmente atingiu a ilha Mornington por volta das 20:30 UTC, onde um pico de leitura de pressão de 988 mb foi registado. Esther manteve sua intensidade apesar da interação com a terra, e fez seu segundo e último landfall próximo ao Território do Norte - fronteira de Queensland 6 horas depois às 2:00 UTC de 24 de fevereiro. Enfraquecendo abaixo da intensidade da tempestade tropical rapidamente após o landfall. Esther foi declarada como ex-ciclone tropical cerca de 2 horas depois.  Continuando a mover-se mais para o interior sob a influência de uma alta subtropical, restos de Ester deslocado em uma direção mais a oeste. A convecção e a estrutura de Esther, no entanto, permaneceram consistentes bem para o interior e levaram ao JTWC observando uma baixa possibilidade de regeneração à medida que se movia para o oeste em direção ao Oceano Índico Oriental. Ao longo dos dias seguintes, a baixa remanescente de Esther teve uma chance média de re-desenvolvimento sobre a terra. Como resultado do efeito do oceano marrom, a convecção de Esther se desenvolveu novamente sobre a terra em 27 de fevereiro, ao extrair umidade da água próxima. Um alerta de formação de ciclone tropical foi então emitido para os remanescentes do sistema naquele mesmo dia, pois agora era provável que emergisse brevemente sobre o Golfo Joseph Bonaparte. No entanto, no dia seguinte, Esther foi considerado improvável de emergir no exterior, ao contrário da previsão e o TCFA foi cancelado enquanto sua convecção enfraquecia novamente. Em 29 de fevereiro, o TCFA foi reemitido quando o centro de Esther contornou a costa nordeste de Kimberley. Em 1 de março, o TCFA foi novamente cancelado quando o sistema começou a se mover para o interior. Ao fazer isso, a convecção diminuiu rapidamente. Os remanescentes persistiram por 4 dias, antes de finalmente se dissiparem no deserto australiano.

A chuva do ex-ciclone tropical Esther causou chuvas bem-vindas em áreas normalmente secas em todo o Território do Norte, onde algumas inundações foram relatadas. Tanto quanto 258 mm (10,15 polegadas) de chuva caíram nas estações de gado Eva Downs Station e 107 mm (4,21 polegadas) na estação Anthony Lagoon. Em preparação para fortes tempestades associadas aos remanescentes do ciclone, avisos e alertas de inundação foram emitidos em grande parte do Top End (incluindo Darwin ) durante a passagem de Esther.

### Ciclone tropical severo Ferdinand
Por volta das 23:00 UTC de 22 de fevereiro, o BOM relatou que uma baixa tropical havia se desenvolvido dentro de uma depressão de baixa pressão no extremo leste do Oceano Índico. Localizado a aproximadamente 285 km (175 mi) sul-sudoeste da ilha de Sumba, na Indonésia, o sistema permaneceu lento inicialmente, antes de adotar uma pista em direção ao sudoeste em 23 de fevereiro. A baixa tropical desenvolveu-se rapidamente em um ambiente favorável à intensificação caracterizado por abundante umidade atmosférica, temperaturas da superfície do mar superiores a 30 ° C (86 ° F ), baixo cisalhamento vertical do vento e forte vazão na alta troposfera. A estrutura convectiva da baixa tropical melhorou consideravelmente durante a noite, e o JTWC atualizou o sistema para uma tempestade tropical na escala de furacão de vento de Saffir-Simpson (SSHWS) às 18:00 UTC.  O BOM fez o mesmo às 00:00 UTC de 24 de fevereiro, oficialmente atualizando o sistema para um ciclone tropical de categoria 1 na escala australiana e atribuindo o nome de Ferdinand.
Ferdinand continuou a rastrear lentamente para sudoeste enquanto se intensificava gradualmente, antes de virar para o sul às 12:00 UTC. Apesar da convecção profunda continuar a se desenvolver perto do centro do ciclone ao longo do dia e à noite, o sistema não foi capaz de manter consistentemente as temperaturas superiores das nuvens frias. No período noturno favorável ao período diurno, entretanto, o aumento da convecção profunda começou a envolver o centro, e uma feição ocular intermitente surgiu em imagens de satélite infravermelho aprimoradas. O pequeno tamanho do campo de vento de Ferdinand permitiu que o sistema se fortalecesse rapidamente em um ciclone tropical severo de categoria 3 na escala australiana às 00:00 UTC de 25 de fevereiro. Ferdinand também foi atualizado para a Categoria 1 no SSHWS pelo JTWC neste momento. A fase de intensificação rápida continuou ao longo do dia, à medida que uma convecção profunda floresceu ao redor do olho do sistema que aquecia e consolidou rapidamente a estrutura da parede do olho. Ferdinand aumentou para a intensidade da categoria 2 no SSHWS apenas seis horas depois. O BOM relatou que Ferdinand atingiu o pico de intensidade por volta das 18:00 UTC como um ciclone tropical severo de categoria 3 na escala australiana, com ventos sustentados máximos estimados de 10 minutos de 155 km/h (96 mph) e uma pressão barométrica central de 960 hPa (28,35 inHg ). Na época, o JTWC avaliou o sistema como um ciclone tropical máximo de Categoria 2 no SSHWS, com ventos sustentados de um minuto estimados de 175 km/h (109 mph). Apesar de ser um forte ciclone tropical, sem chuva ou vento impactos Foram observadas na Austrália Ocidental devido ao campo de vento extremamente compacto de Ferdinand, com ventos sustentados de força de vendaval apenas estendendo a 95 km (60 mi) do centro de circulação.

Por volta dessa época, o canal de fluxo em direção ao equador de Ferdinand começou a ser afetado pelo fluxo do ex-ciclone tropical Esther, localizado aproximadamente em 1890 km (1175 mi) para o leste, sobre o Território do Norte. Durante o dia 26 de fevereiro, uma camada de ar seco periférico na baixa troposfera também começou a entrar na circulação do sistema. Os efeitos combinados dessas mudanças atmosféricas fizeram Ferdinand começar a enfraquecer rapidamente. O olho anteriormente bem definido tornou-se indiscernível nas imagens de satélite e a convecção profunda começou a reduzir a cobertura ao redor do sistema. Ferdinand enfraqueceu para a categoria 1 no SSHWS às 00:00 UTC do dia seguinte, e o BOM rebaixou o sistema para a categoria 2 na escala australiana seis horas depois. Sob a influência de direção de uma crista de nível médio localizada a sudeste, Ferdinand começou a seguir em direção a oeste-noroeste e, em seguida, a oeste, em 27 de fevereiro. Depois de ser rebaixado para uma tempestade tropical no SSHWS às 12:00 UTC, a taxa de enfraquecimento de Ferdinand diminuiu consideravelmente, com o sistema mantendo uma intensidade relativamente constante durante todo o período noturno, apesar do ar seco envolver inteiramente o ciclone.

### Baixa tropical 09U
Durante o início de março, um vale de monção começou a se desenvolver no leste do Oceano Índico conforme um pulso da Oscilação Madden-Julian se movia para o Continente Marítimo, trazendo maior nebulosidade e atividade convectiva às longitudes australianas. Em 9 de março, o BOM relatou que uma baixa tropical começou a se formar ao sul de Java, embutida no vale das monções. O ambiente atmosférico foi avaliado como amplamente desfavorável para a ciclogênese tropical ; no entanto, o BOM observou que havia uma pequena possibilidade de o sistema atingir brevemente a força de um ciclone tropical nos dias seguintes.  A baixa tropical se organizou de forma constante enquanto seguia para o sul, com convecção profunda se desenvolvendo sobre o centro de circulação de baixo nível e a pressão atmosférica mínima caindo para 999 hPa (29,50 inHg ) às 18:00 UTC em 10 de março. Na mesma época, o JTWC emitiu um alerta de formação de ciclone tropical, citando a estrutura de melhoria do sistema, ventos sustentados próximos à força do vendaval detectados por um instrumento de dispersão de satélite e condições ambientais que eles avaliaram como sendo favoráveis para intensificação.
Às 06:00 UTC em 11 Em março, o JTWC determinou que uma pequena área de ventos fortes e sustentados se desenvolveram sob convecção profunda no semicírculo sul da circulação e, portanto, classificou o sistema como Tempestade Tropical 21S. Prevê-se que o baixo cisalhamento vertical do vento, temperaturas quentes da superfície do mar e um bom canal de escoamento em direção aos pólos permaneçam suficientes para suportar a intensidade do sistema no curto prazo. O enfraquecimento logo começou, entretanto, quando a convecção profunda e limitada foi cortada a leste, deixando o centro de circulação de baixo nível totalmente exposto. A entrada de ar frio e seco na circulação contribuiu ainda mais para a tendência de enfraquecimento, e a pressão atmosférica central começou a aumentar. O sistema caiu abaixo da intensidade da tempestade tropical por volta das 00:00 UTC do dia 12 de março, enquanto seguia para sudoeste em direção à costa da Austrália Ocidental. Apesar de classificar o sistema como uma baixa tropical, o BOM emitiu um alerta de mau tempo para um pequeno trecho costeiro das regiões de Pilbara e Gascoyne, alertando sobre a possibilidade de ventos fortes e fortes chuvas no sistema. A baixa tropical atingiu a costa leste do Golfo de Exmouth nas primeiras horas de 13 de março (hora local) e começou a seguir em direção ao sul. O sistema moveu-se geralmente paralelo à costa oeste da Austrália Ocidental até se dissipar como um sistema tropical por volta das 21:00 UTC de 14 de março, aproximadamente 400 km (250 mi) a noroeste de Perth.

Durante 11 de março, a baixa tropical passou a oeste de Rowley Shoals, um grupo de recifes de coral centrado em aproximadamente 315 km (195 mi) oeste-noroeste de Broome. Imperieuse Reef registou ventos sustentados de no máximo 10 minutos de 59 km/h (37 mph) e uma rajada de 74 km/h (46 mph) por volta das 02:00 UTC porque o sistema estava localizado nas proximidades. Ventos fortes e contínuos foram observados mais tarde na costa oeste de Pilbara e nas ilhas próximas conforme a baixa tropical se aproximava em 12 de março. A Ilha Barrow registou ventos sustentados de 10 minutos de 76 km/h (47 mph) e uma rajada de 91 km/h (57 mph) às 09:00 UTC, e a Ilha Thevenard experimentou ventos sustentados de até 74 km/ h (46 mph) e uma rajada de 102 km/h (63 mph). A cidade de Onslow também registou um curto período de vendavais sustentados, chegando a 67 km/h (42 mph).

### Ciclone tropical Gretel
Em 8 de março, o BOM observou que um forte pulso da Oscilação Madden-Julian estava localizado no Continente Marítimo, gerando aumento de chuvas e nebulosidade, e elevando o risco de formação de ciclones tropicais nas águas ao norte da Austrália. Um vale de monções se desenvolveu através do Mar de Arafura no dia seguinte, e por volta das 00:00 UTC de 10 de março, o BOM relatou que uma baixa tropical se formou na área. Originalmente localizado a aproximadamente 250 km (155 mi) a oeste-noroeste de Weipa,  a baixa tropical começou a acompanhar sudeste, ao longo dos dias seguintes, fazendo landfall em Aurukun na costa ocidental da Península do Cabo York como um sistema muito fraco na manhã do dia 11 de março. A baixa tropical ressurgiu sobre a água por volta das 12:00 UTC do dia 11 de março e começou a seguir na direção leste-sudeste através do Mar de Coral.
Previsto inicialmente para se desenvolver de forma constante e atingir a força de ciclones tropicais perto da Ilha Willis na noite de 13 de março, o sistema lutou para formar um centro de circulação definido dentro de uma área ampla e complexa de baixa pressão. Por fim, um centro de circulação dominante começou a se aglutinar sob um florescimento de convecção profunda no lado norte da área de baixa pressão, momento em que a baixa tropical começou a acelerar em direção ao leste-sudeste.  O sistema intensificou-se de forma constante a partir daí, adquirindo sustentados -força do vendaval ventos na semicírculo norte até às 12:00 UTC em 14 de março. O BOM atualizou o sistema para um ciclone tropical três horas depois, e chamou a tempestade de Gretel. Por esta altura, no entanto, o sistema estava se aproximando rapidamente da fronteira leste da região do ciclone australiano, deixando apenas um curto período de tempo para uma intensificação adicional dentro da bacia. Gretel cruzou a região do ciclone do Pacífico Sul logo após as 18:00 UTC em 14 de março como um ciclone tropical de categoria 1 na escala australiana, com ventos sustentados de no máximo 75 por 10 minutos km/h (45 mph) e uma pressão barométrica central de 990 hPa (29,23 inHg ).

A interação entre a baixa tropical em desenvolvimento e uma crista de alta pressão posicionada ao longo da costa leste de Queensland gerou um forte gradiente de pressão no lado oeste do sistema. Como resultado, seções expostas da costa leste de North Queensland e os recifes e ilhas próximas sofreram ventos fortes, apesar de estarem localizadas a uma distância considerável da própria baixa tropical. Em particular, o aeroporto na Ilha de Hamilton registou vários dias de ventos de quase ventos fortes e fortes, com pico de 78 km/h (48 mph) às 17:40 UTC de 12 de março, com uma rajada máxima de 104 km/h (65 mph) observado uma hora antes. A Ilha de Hamilton também recebeu 175,0 mm (6,9 emnbsp;in) de chuva nas 72 horas às 23:00 UTC de 12 de março, incluindo 46,0 mm (1,8 emnbsp;in) em um período de 46 minutos na manhã de 11 de março. 

### Baixa tropical 11U
Uma depressão de baixa pressão se desenvolveu ao norte da Austrália durante o final de março, associada a um aumento nos ventos de leste do Mar de Coral. Em 29 de março, o BOM observou que uma baixa tropical havia começado a se formar dentro da depressão, centralizada sobre o Estreito de Torres, perto da costa sudoeste de Papua-Nova Guiné. Na sua formação, a baixa tropical recebeu o código identificador 11U do BOM. O sistema serpenteava lentamente para o leste-nordeste ao longo dos dias seguintes, passando para a área de responsabilidade do Serviço Nacional de Meteorologia de Papua-Nova Guiné. Apesar do rastreamento através de um ambiente favorável, a interação com a terra impediu que qualquer intensificação significativa ocorresse, com a circulação da baixa tropical permanecendo ampla e a convecção profunda fragmentada. O sistema atingiu seu pico de intensidade na manhã de 2 de abril, com ventos sustentados máximos de 10 minutos de 55 km/h (34 mph) e uma pressão central mínima de 999 hPa (29,50 inHg). A baixa tropical se dissipou em 3 de abril sobre as águas do Golfo de Papua.

### Ciclone tropical Harold
Em 1 de abril, uma baixa tropical formou-se dentro de um vale das monções, centralizado entre as Ilhas Salomão e a costa oriental de Papua-Nova Guiné. O ambiente era altamente propício para a intensificação, com a presença de fluxo superior de canal duplo, baixo cisalhamento vertical do vento e temperaturas quentes da superfície do mar. A baixa tropical se organizou rapidamente enquanto seguia em direção ao leste-sudeste ao longo do Mar de Salomão, desenvolvendo bandas convectivas fortemente curvas e excedendo as estimativas de intensidade de várias fontes, incluindo produtos de previsão numérica do tempo, a técnica Dvorak e algumas análises baseadas em satélite. O BOM atualizou o sistema para um ciclone tropical de categoria 1 na escala australiana às 06:00 UTC em 2 de abril, e o nomeou Harold. O desenvolvimento desacelerou nas horas seguintes, com o sistema mantendo os ventos de baixa categoria de Categoria 1 enquanto se aproximava da fronteira leste da região do ciclone australiano. Por volta das 21:00 UTC, Harold cruzou a região do ciclone do Pacífico Sul logo ao sul de Guadalcanal, nas Ilhas Salomão, e o Serviço Meteorológico de Fiji assumiu a responsabilidade pelo sistema.

### Baixa tropical Jeruto
Em 9 de abril, dados do dispersômetro de satélite indicaram a presença de uma ampla circulação de baixa pressão na região central do Oceano Índico, perto da borda oeste da região australiana. No dia seguinte, o BOM relatou que o sistema havia se desenvolvido em uma baixa tropical fraca, centrada em uma depressão de baixa pressão. O sistema permaneceu principalmente estacionário pelos próximos dias, já que o baixo cisalhamento vertical do vento, temperaturas quentes da superfície do mar e boa divergência na alta troposfera permitiram o desenvolvimento de convecção sobre a baixa tropical. A circulação de baixo nível começou a se consolidar em uma estrutura mais circular em 12 de abril, centrada em aproximadamente 515 km (320 mi) a oeste-noroeste das Ilhas Cocos.  Nessa época, a baixa tropical assumiu um curso mais consistente em direção ao sudoeste e cruzou o 90º meridiano leste para a região de ciclones do sudoeste do Oceano Índico no final de 13 de abril. O sistema foi classificado como Depressão Tropical 12 pelo escritório La Réunion da Météo-France pouco depois,  e posteriormente fortalecido para Tempestade Tropical Moderada de Jeruto.

A baixa tropical e sua depressão de baixa pressão associada geraram chuvas leves nas Ilhas Cocos, enquanto localizadas nas proximidades. O aeroporto na Ilha Oeste recebeu 17,6 mm (0,7 emnbsp;in) de chuva em 10–13 de abril. Ventos sustentados máximos de 10 minutos de 44 km/h (27 mph), com rajadas de 57 km/h (35 mph), também foram observados por um curto período em 14 de abril.

### Depressão tropical
Durante o final de abril, um forte pulso da Oscilação Madden-Julian (MJO) seguiu para o leste através do Oceano Índico equatorial e se aproximou das longitudes australianas no início de maio. A presença do MJO aumentou a atividade convectiva na região, gerando áreas de maior nebulosidade e precipitação em todo o Continente Marítimo. Em 1 de maio, um sistema de baixa pressão se formou a oeste das Ilhas Mentawai, na Indonésia, centralizado em uma depressão de baixa pressão perto do Equador. O sistema seguiu leste-sudeste em direção a Sumatra nos dias seguintes e, em 3 de maio, o BOM relatou que havia se tornado uma baixa tropical. Situado aproximadamente 305 km (190 mi) a sudoeste da cidade costeira de Sumatra de Bengkulu, o sistema estava localizado dentro da área de responsabilidade do TCWC Jacarta, que o classificou como uma depressão tropical. A depressão começou a seguir para o sul em 4 de maio,  e logo começou a mostrar sinais de organização, com convecção profunda intermitente se desenvolvendo sobre o centro de circulação de baixo nível. Citando um ambiente favorável para a intensificação, incluindo cisalhamento do vento vertical muito baixo, temperaturas da superfície do mar anormalmente quentes e um bom canal de saída do pólo, o JTWC emitiu um alerta de formação de ciclone tropical para o sistema em 5 de maio.  Isso foi cancelado mais tarde quando a depressão seguiu para oeste em uma área de crescente cisalhamento vertical do vento. A depressão continuou para oeste nos dias seguintes sem se intensificar, passando para o norte das Ilhas Cocos e dissipando-se em 10 de maio.
Como o sistema se desenvolveu perto da Indonésia como uma depressão tropical em 5 de maio, o TCWC Jakarta emitiu um alerta meteorológico extremo para o sul de Sumatra, oeste de Java, as ilhas Bangka Belitung e outras ilhas próximas. As áreas foram avisadas para esperar chuvas moderadas a fortes e ventos fortes, bem como alturas de onda que chegam a 4 m (13 ft) nas águas do Oceano Índico ao largo da costa sul e no Estreito de Sunda.

### Ciclone tropical Mangga
Depois de ser quase indiscernível na semana anterior, a Oscilação Madden-Julian (MJO) se desenvolveu novamente sobre o Oceano Índico equatorial central em meados de maio e começou a seguir em direção ao Continente Marítimo. O retorno de um pulso ativo do MJO levou a um aumento da nebulosidade e da atividade convectiva em toda a região, e também contribuiu para a formação de ciclones gêmeos, sendo o outro a Tempestade Super Ciclônica Amphan na Baía de Bengala. Em 19 de maio, o BOM notou que um sistema de baixa pressão centrado em uma depressão de baixa pressão na parte noroeste da bacia havia se desenvolvido em uma baixa tropical fora de temporada. Situado a aproximadamente 790 km (490 mi) a sudoeste de Padang em Sumatra, o sistema estava localizado dentro da área de responsabilidade do TCWC Jacarta. As condições ambientais foram avaliadas como favoráveis para a ciclogênese tropical pela Météo-France e pelo JTWC, com temperaturas quentes da superfície do mar, baixo cisalhamento vertical do vento, umidade suficiente na troposfera média e um bom canal de saída do pólo. Citando essas condições, o JTWC emitiu um alerta de formação de ciclone tropical para o sistema no início de 20 de maio.
À medida que a baixa tropical seguia lentamente em direção ao sudoeste, a convecção profunda, anteriormente fragmentada, começou a se consolidar no centro da ampla circulação de baixo nível. Devido ao desenvolvimento de ventos fortes de oeste ao norte do sistema na tarde de 20 de maio, o JTWC atualizou o sistema para uma tempestade tropical às 03:00 UTC do dia seguinte.  A baixa tropical logo adotou uma trilha para o sul-sudeste sob a influência de uma crista de alta pressão para o nordeste. Apesar de estar localizado dentro de um ambiente favorável ao desenvolvimento, a circulação de baixo nível do sistema permaneceu ampla e fracamente definida, já que o cisalhamento moderado do vento vertical de leste impediu o desenvolvimento de convecção profunda persistente perto do centro.  Apoiado por um forte fluxo de saída de nível superior, uma explosão de convecção profunda começou a florescer perto do centro da baixa tropical por volta das 12:00 UTC, em cujo ponto TCWC Jacarta atualizou o sistema para um ciclone tropical de categoria 1 no Escala australiana, atribuindo o nome de Mangga.

Devido ao potencial da baixa tropical para gerar chuvas moderadas a fortes, o TCWC Jakarta emitiu um alerta meteorológico extremo para a costa sudoeste de Sumatra e a parte mais ocidental de Java em 21 de maio. A altura das ondas também foi prevista para chegar a 6 m (20 ft) nas águas do Oceano Índico perto das Ilhas Mentawai e da costa sudoeste de Sumatra e Java, e até 4 m (13 ft) no estreito de Sunda e outras áreas.  Avisos de clima severo foram emitidos posteriormente para toda a área oeste da Austrália Ocidental como os remanescentes da baixa combinados com uma frente fria que trazia ventos prejudiciais, poeira levantada e chuva pesada no que foi descrito como uma tempestade "que ocorre uma vez em uma década". Mais de 60.000 propriedades perderam energia no sudoeste da Austrália Ocidental, particularmente em Perth, Geraldton, Kalgoorlie e Margaret River. Uma rajada de vento de 132 km/h foi relatado no Cabo Leeuwin.

### Outros sistemas
Uma fraca baixa tropical começou a se desenvolver no leste do Oceano Índico dentro de uma depressão de baixa pressão em 31 de janeiro, aproximadamente 460 km (285 mi) leste-nordeste das Ilhas Cocos e 500 km (310 mi) a oeste da Ilha Christmas. O sistema seguiu lentamente em direção ao sul-sudoeste nos dias seguintes com pouco desenvolvimento. O sistema começou a decair gradualmente à medida que se aproximava das Ilhas Cocos, e se dissipou como uma baixa tropical em 4 de fevereiro.
Aumento dos ventos foram observados nas proximidades da baixa tropical nas Ilhas Cocos, com uma rajada de vento máxima de 44 km/h (27 mph) registado no aeroporto local às 01:29 UTC em 2 de fevereiro. Além disso, 28,8 mm (1,1 emnbsp;in) de chuva caiu na Ilha Christmas de 31 de janeiro a 2 de fevereiro no lado leste da baixa tropical.
No final de 6 de fevereiro, o BOM observou que uma baixa tropical havia se desenvolvido dentro de uma depressão de baixa pressão perto da fronteira oeste da região australiana, aproximadamente 200 km (125 mi) a oeste das Ilhas Cocos. A baixa tropical permaneceu quase estacionária sobre o Oceano Índico central pelos próximos dias com pouco desenvolvimento, antes de se dissipar no final de 8 de fevereiro.
As Ilhas Cocos receberam 34,4 mm (1,4 emnbsp;in) de chuva durante as 48 horas às 03:00 UTC de 8 de fevereiro, quando a baixa tropical estava localizada nas proximidades, bem como uma rajada de vento máxima de 39 km/h (24 mph) às 01:44 UTC de 8 de fevereiro. Um total de chuva estendida de 108,0 mm (4,3 in) foi registado nas ilhas durante os cinco dias até às 03:00 UTC do dia 10 de fevereiro, como resultado do sistema de baixa pressão de movimento lento e a sua calha associada.
O BOM indicou que uma baixa tropical se desenvolveu na fronteira ocidental da região australiana sobre o Oceano Índico central às 06:00 UTC de 13 de fevereiro. A baixa tropical estava localizada em uma área concentrada de convecção sendo reforçada pelo vale das monções estabelecido na região de ciclones do sudoeste do Oceano Índico. Dentro de doze horas, o tropical tinha se movido para o oeste, saindo da região australiana, onde o escritório da Météo-France em La Réunion avaliou o sistema como tendo uma baixa probabilidade de intensificação em um ciclone tropical.
No meio de um pulso ativo da Oscilação Madden-Julian sobre o oceano Pacífico ocidental tropical, o BOM observou que uma baixa tropical se formou dentro de um vale de baixa pressão sobre o Mar de Coral do nordeste em 15 de fevereiro. O sistema lento foi avaliado como tendo uma probabilidade muito baixa de se transformar em um ciclone tropical no curto prazo.  A baixa tropical atingiu uma pressão barométrica mínima de 1002 hPa antes de se mover para a região do ciclone do Pacífico Sul em 17 de fevereiro, onde o sistema foi designado como Distúrbio Tropical 08F pelo Serviço Meteorológico de Fiji.

O ex-ciclone tropical Irondro entrou na região australiana às 06:00 UTC do dia 6 de abril, localizado a aproximadamente 2.575 km (1.600 mi) a oeste-noroeste de Perth. Ao entrar na região, o Bureau of Meteorology estimou a pressão central do sistema em 993 hPa (29,32 inHg ). Neste momento, o JTWC avaliou o sistema como uma tempestade tropical de baixo custo, com ventos sustentados de no máximo um minuto de 75 km/h (47 mph). O sistema havia iniciado a transição extratropical por volta da época de entrada na região devido aos efeitos do vento hostil vertical e as temperaturas da superfície do mar caindo abaixo de 25 ° C (77 ° F ). O ex-Irondro foi rebaixado para um mínimo remanescente às 18:00 UTC.

## Nomes de tempestade

### Bureau of Meteorology
O Australian Bureau of Meteorology monitora todos os ciclones tropicais na região e atribui nomes aos ciclones tropicais que se formam fora das áreas de responsabilidade do TCWC Jakarta e TCWC Port Moresby. Os nomes para a temporada 2019-20 estão listados abaixo:
| - Blake - Claudia - Damien - Ester | - Ferdinand - Gretel - Harold - Imogen (sem ser usado) |

### TCWC Jakarta
O centro de alerta de ciclones tropicais em Jacarta monitora os ciclones tropicais do Equador até 11 ° S e entre as longitudes 90 ° E e 145 ° E. Se uma depressão tropical atingir a força de um ciclone tropical dentro da área de responsabilidade do TCWC Jacarta, ela receberá o próximo nome da lista a seguir:
| - Mangga - Seroja (sem ser usado) - Teratai (sem ser usado) - Anggrek (sem ser usado) | - Bakung (sem ser usado) - Cempaka (sem ser usado) - Dahlia (sem ser usado) - Flamboyan (sem ser usado) |

### TCWC Port Moresby
Os ciclones tropicais que se desenvolvem entre o Equador e 11 ° S, entre 151 ° E e 160 ° E, são nomeados pelo centro de alerta de ciclones tropicais em Port Moresby, Papua Nova Guiné. A formação de ciclones tropicais nesta área é rara e nenhum ciclone foi nomeado desde 2007. Como os nomes são atribuídos em ordem aleatória, toda a lista é mostrada abaixo:
| - Alu (sem ser usado) - Buri (sem ser usado) - Dodo (sem ser usado) - Emau (sem ser usado) - Fere (sem ser usado) | - Hibu (sem ser usado) - Ila (sem ser usado) - Kama (sem ser usado) - Lobu (sem ser usado) - Maila (sem ser usado) |

### Outras
Se um ciclone tropical entrar na região australiana vindo da bacia do Pacífico Sul (leste de 160 ° E), ele manterá o nome atribuído a ele pelo Serviço Meteorológico de Fiji (FMS) ou MetService. Da mesma forma, se um ciclone tropical entrar na região australiana vindo da região de ciclones do sudoeste do Oceano Índico (oeste de 90 ° E), ele manterá o nome atribuído a ele em nome da Météo-France La Réunion pelo Ciclone Tropical Sub-Regional Centros de assessoria em Maurício ou Madagascar. Nesta temporada, os seguintes sistemas foram nomeados desta maneira:
- Uesi (nomeado por FMS)
- Irondro (nomeado por Météo-France)
- Jeruto (nomeado por Météo-France)

Notavelmente, o Irondro foi o próximo ciclone nomeado a aparecer na região depois de Harold com o sequenciamento alfabético puramente coincidente na natureza.

### Nomes retirados
Mais tarde, em 2020, o Bureau of Meteorology retirou os nomes Damien e Harold e substituiu o último por Heath devido aos danos causados por ambos os sistemas na Austrália Ocidental e no Pacífico Sul, respectivamente. O nome Mangga também foi retirado do Jakarta TCWC e substituído pelo nome Pisang na lista seguinte, também devido a danos causados na Austrália Ocidental.

## Efeitos sazonais
| Nome                | Datas ativo       | Classificação máxima | Velocidade de vento sustentados | Pressão  | Áreas afetadas | Danos (USD)  | Fatalidades | Refs    |
| ------------------- | ----------------- | -------------------- | ------------------------------- | -------- | --- | ------------ | ----------- | ------- |
| Blake               | 4-jan. – 8-jan.   | Ciclone categoria 1  | 40 km/h                         | 40 HPa   | Austrália Ocidental                                                                                                | Menor        | 0           |         |
| Claudia             | 5-jan. – 18-jan.  | Ciclone categoria 3  | 75 km/h                         | 75 HPa   | Eastern Indonesia, Top End, Kimberley                                                                              | Nenhum       | 0           |         |
| 04U                 | 23-jan. – 30-jan. | Baixa tropical       | N/A                             | 998 hPa  | Território do Norte, Queensland                                                                                    | Nenhum       | 0           |         |
| TL                  | 31-jan. – 4-fev.  | Baixa tropical       | N/A                             | 1007 hPa | Ilhas Coco, Ilha Christmas                                                                                         | Nenhum       | 0           |         |
| Damien              | 3-fev. – 9-fev.   | Ciclone categoria 3  | 85 km/h                         | 85 HPa   | Território do Norte, Austrália Ocidental                                                                           | $4300000     | 0           | [ 197 ] |
| Uesi                | 4-fev. – 14-fev.  | Baixa tropical       | 50 km/h                         | 50 Hpa   | Ilhas Salomão, Vanuatu, Nova Caledónia, Ilha de Lord Howe, Sudeste de Queensland, Nova Gales do Sul, Nova Zelândia | Menor        | 1           | [ 67 ]  |
| TL                  | 6-fev. – 8-fev.   | Baixa tropical       | N/A                             | 1007 hPa | Ilhas Coco | Nenhum       | 0           |         |
| TL                  | 13-fev. – 13-fev. | Baixa tropical       | N/A                             | 1009 hPa | Nenhum | Nenhum       | 0           |         |
| 08F                 | 15-fev. – 17-fev. | Baixa tropical       | N/A                             | 1002 hPa | Ilhas Salomão | Nenhum       | 0           |         |
| Esther              | 21-fev. – 5-mar.  | Ciclone categoria 1  | 40 km/h                         | 40 HPa   | Austrália | Nenhum       | 0           |         |
| Ferdinand           | 22-fev. – 1-mar.  | Ciclone categoria 3  | 85 km/h                         | 85 HPa   | Pequenas Ilhas da Sonda                                                                                            | Nenhum       | 0           |         |
| 09U                 | 9-mar. – 13-mar.  | Baixa tropical       | 40 km/h                         | 40 Hpa   | Indonésia Ocidental, Austrália Ocidental                                                                           | Nenhum       | 0           |         |
| Gretel              | 10-mar. – 14-mar. | Ciclone categoria 1  | 40 km/h                         | 40 HPa   | Top End, Nova Guiné, Queensland, Nova Caledónia                                                                    | Nenhum       | 0           |         |
| 11U                 | 31-mar. – 3-abr.  | Baixa tropical       | 35 km/h                         | 35 Hpa   | Nova Guiné, Península de Cabo York                                                                                 | Nenhum       | 0           |         |
| Harold              | 1-abr. – 2-abr.   | Ciclone categoria 1  | 35 km/h                         | 35 HPa   | Papua-Nova Guiné, Ilhas Salomão                                                                                    | Desconhecido | 27          | [ 198 ] |
| Irondro             | 6-abr. – 6-abr.   | Ciclone categoria 1  | 35 km/h                         | 35 HPa   | Nenhum | Nenhum       | 0           |         |
| Jeruto              | 10-abr. – 13-abr. | Baixa tropical       | 30 km/h                         | 30 Hpa   | Ilhas Coco | Nenhum       | 0           |         |
| TD                  | 3-maio – 10-maio  | Baixa tropical       | 30 km/h                         | 30 Hpa   | Indonésia Ocidental, Ilha Christmas, Ilhas Coco                                                                    | Nenhum       | 0           |         |
| Mangga              | 19-maio – 23-maio | Ciclone categoria 1  | 35 km/h                         | 35 HPa   | Indonésia Ocidental, Ilhas Coco, Ilha Christmas, Austrália Ocidental                                               | Menor        | 0           |         |
| Totais da temporada |                   |                      |                                 |          | |              |             |         |
| 19 sistemas         |                   |                      | 85                              | 955      | | Desconhecido | 28          |         |